# 汪习根
汪习根，中华人民共和国长江学者特聘教授，华中科技大学法学院院长、教授，主要从事人权法与社会发展法治化研究。

## 生平
2001年获武汉大学法学院法学博士学位，后留校任教。2003年任武汉大学法学院教授。2019年任华中科技大学法学院院长。

## 著作
- 《司法权论：当代中国司法运行的目标模式、方法与技巧》
- 《法律理念》
- 《以人为本与法律发展》之《论人本法律观的科学含义》